# Лхотка, Фран
 Фран Лхотка  (хорв. Fran Lhotka; 25 декабря 1883, Млада-Вожице — 26 января 1962, Загреб) — хорватский композитор, дирижёр и педагог.

## Биография
По национальности чех. В 1905 году окончил Пражскую консерваторию по классам валторны и композиции (ученик Карела Штекера, Йозефа Кличка и Антонина Дворжака). В 1908 году преподавал в музыкальном училище в Екатеринославе (теперь Днепр). С 1909 года — первый валторнист и корепетитор оперного театра в Загребе. С 1910 года — преподаватель музыкальной школы Хорватского музыкального общества. В 1912 — 1920 годах руководитель и дирижёр певчего общества «Лисинский». В 1920 — 1961 годах — профессор по классу гармонии Академии музыки в Загребе и дирижёр её оркестра (в 1923 — 1940 и 1948 — 1952 годах — ректор).
Его первый сын, Иво Лхотка-Калинский, также стал композитором, а второй сын, Ненад Лхотка, стал артистом и балетмейстером.

## Творчество
Автор опер «Минка» (1918) и «Море» (More, 1920), постановки в Загребе, балета «Баллада об одной средневековой любви» (Balada о jednoj srednjovjekovnoj ljubavi, 1937, Цюрих; 1950, Белград) и 5 других балетов, оркестровых произведений (симфония, 1909; увертюра, 1930, концерт для скрипки с оркестром, (1913, 2 рапсодии и другие), камерно-инструментальных ансамблей (сюита для 4 флейт и др.) и вокальных (кантаты, хоры) произведений.
Одни из самых популярных балетов Лхотки является «Чёрт в деревне» (Davo u selu; Цюрих, 1935). Сюжет этого балета был заимствован из народной поэзии и имел большое влияние на развитие этого жанра в Хорватии. Использовал элементы хорватского музыкального фольклора. Написал учебники по дирижированию (1931) и гармонии (1948).